# برايتشبوربان
Breitspurbahn ( تُلفظ بالألمانية: [ˈbʁaɪtʃpuːɐ̯baːn]، الترجمة: السكك الحديدية العريضة) سكك حديدية واسعة النطاق بعرض 3 m (10 ft) ، التي اقترحها أدولف هتلر خلال فترة الجكم النازي لألمانيا، من المفترض أن تعمل بقاطرات ذات طابقين بين المدن الكبرى في جروسدويتشلاند، ألمانيا الموسعة لهتلر،  والدول المجاورة.

## التاريخ

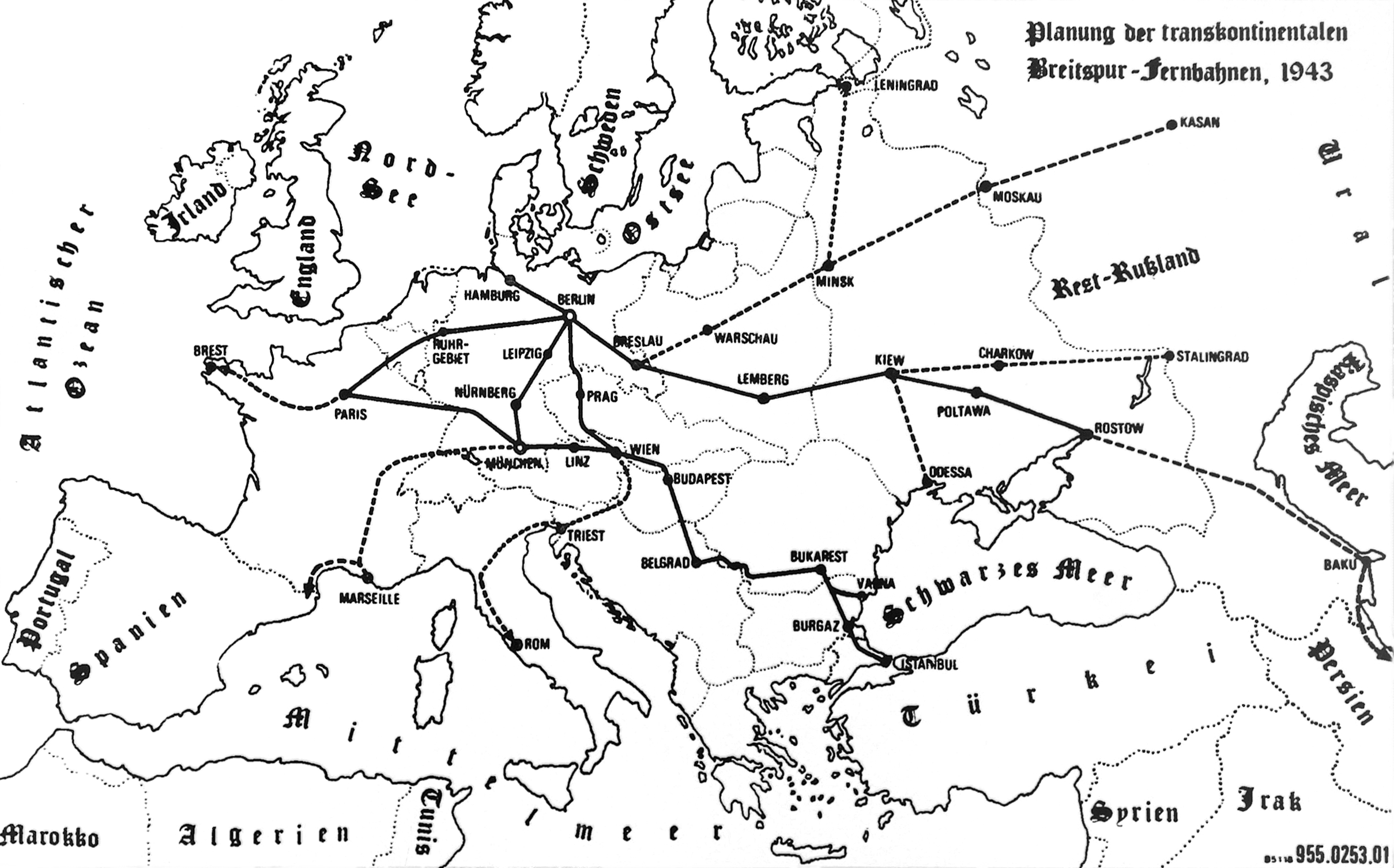
خريطة طريق مقترحة 1943 (رسم ما بعد الحرب بحدود 1937).

منذ دفع التعويضات المستحقة بعد الحرب العالمية الأولى، كانت شركة السكك الحديدية الألمانية دويتشه رايخسبان تفتقر إلى الأموال اللازمة للتوسع المناسب والصيانة الكافية لشبكة السكك الحديدية ومحلات النقل.
بعد الاستيلاء على السلطة من هتلر والحزب النازي، زادت حركة المرور التجارية والمدنية بسبب التحفيز الاقتصادي. واجهت دويتشه رايخبان الآن مشكلة خطيرة في القدرة. نتيجة لذلك، مدفوعة جزئيًا بأهدافها العسكرية، بدأت الحكومة في إعداد خطط لتحديث شبكة السكك الحديدية وزيادة طاقة النقل. اعتقد هتلر أن مقياس ستيفنسون القياسي كان عتيقًا وكان ضيقًا جدًا لتطوير السكك الحديدية بالكامل. كما تصور هتلر الإمبراطورية الألمانية المستقبلية باعتبارها إمبراطورية برية بشكل أساسي، فقد تم تخيل السكك الحديدية الألمانية الجديدة على أنها مكافئة برية لخطوط سفن الشحن البحري التي تربط الإمبراطورية البريطانية البحرية.
تبنى هتلر اقتراحًا من فريتز تود لبناء Reichsspurbahn (سكة حديد إمبيريال) ذات قدرة عالية جديدة مع زيادة ملحوظة في القياس. تم تجاهل اعتراضات خبراء السكك الحديدية - الذين توقعوا صعوبات في إدخال مقياس جديد غير متوافق (وخطوط المقياس القياسي الرباعي المقترح بدلاً من ذلك)، والذين لم يتصوروا أي استخدام لسعة النقل الهائلة لهذة السكة الحديدية - وطلب هتلر سيتم بناء Breitspurbahn مع خطوط أولية بين هامبورغ وبرلين ونورمبرغ وميونيخ ولينز.
شمل المشروع شركاء تجاريين Krauss-Maffei وهينشيل أند صن وبورسيج وبراون, بوفيري أند ساي وكروب، لكنه لم يتطور إلى ما بعد التخطيط المباشر والمسح الأولي. طوال الحرب العالمية الثانية، واصل 100 مسؤول و80 مهندسًا العمل في المشروع.

## المسارات

مقارنة مع سكة حديد قياسية والروسية.